# Canary Wharf Squash Classic
Pour les articles homonymes, voir Canary Wharf (homonymie).
Le Canary Wharf Squash Classic ou London Squash Classic, est un tournoi de squash qui se tient à l'Alexandra Palace à Londres au Royaume-Uni en mars. Il fait partie du PSA World Tour et du WSA World Tour. Le premier tournoi se déroule en 2004 sous la forme d'un tournoi sur invitation rassemblant 8 des meilleurs joueurs mondiaux. En 2005, il est au même format avant de devenir en 2006 un tournoi du PSA World Tour avec des tours de qualification et un tableau principal de 16 joueurs. En 2016, le tournoi accède à la catégorie International 70 avec une dotation de 70 000 $. En 2018, le tournoi accède à la catégorie International 100 avec une dotation de 100 000 $. Le record de victoires avec six titres est détenu par Nick Matthew.
En 2004, la finale se joue au meilleur des sept jeux avant d'adopter en 2005, le format meilleur des cinq jeux.
En 2024, le tournoi change de nom sous le nom de London Squash Classic, change de lieu et se tient au Alexandra Palace (avec les premiers matchs au Coolhurst Squash Club) et accueille une édition féminine,.

## Palmarès

### Hommes
| Année | Champion            | Finaliste        | Score en finale                         |
| ----- | ------------------- | ---------------- | --------------------------------------- |
| 2024  | Paul Coll           | Mostafa Asal     | 11-8, 11-13, 11-7, 8-1 retired (66 min) |
| 2023  | Paul Coll           | Joel Makin       | 11, 11-6, 11-4, 11-4 (82 min)           |
| 2022  | Fares Dessouky      | Mostafa Asal     | 11-5, 13-11, 12-10 (65 min)             |
| 2021  | Paul Coll           | Ali Farag        | 7-11, 13-11, 11-5, 11-6 (69 min)        |
| 2020  | Mohamed El Shorbagy | Ali Farag        | 11-8, 10-12, 11-6, 15-13 (79 min)       |
| 2019  | Paul Coll           | Tarek Momen      | 11-8, 12-10, 11-3 (64 min)              |
| 2018  | Mohamed El Shorbagy | Tarek Momen      | 11-8, 7-11, 12-10, 9-11, 11-3 (86 min)  |
| 2017  | Nick Matthew        | Fares Dessouky   | 11-9, 11-7, 10-12, 11-8 (70 min)        |
| 2016  | Mathieu Castagnet   | Omar Mosaad      | 6-11, 11-7, 11-8, 11-5 (83 min)         |
| 2015  | Nick Matthew        | Simon Rösner     | 11-4, 11-9, 11-7                        |
| 2014  | Nick Matthew        | James Willstrop  | 11-5, 11-5, 11-5                        |
| 2013  | James Willstrop     | Peter Barker     | 11-8, 5-11, 11-4, 11-4                  |
| 2012  | Nick Matthew        | James Willstrop  | 11-7, 11-8, 11-9                        |
| 2011  | Nick Matthew        | Peter Barker     | 5-11, 11-4, 11-1, 11-3                  |
| 2010  | Nick Matthew        | Grégory Gaultier | 12-10, 6-11, 13-11, 11-3                |
| 2009  | David Palmer        | James Willstrop  | 11-9, 12-10, 8-11, 11-7                 |
| 2008  | James Willstrop     | Cameron Pilley   | 9-11, 11-9, 8-11, 11-6, 11-3            |
| 2007  | James Willstrop     | John White       | 8-11, 11-5, 10-11 (1-3), 11-1, 11-2     |
| 2006  | Thierry Lincou      | Anthony Ricketts | 11-9, 6-11, 11-7, 7-11, 11-3            |
| 2005  | John White          | Anthony Ricketts | 4-9, 1-9, 9-2, 9-3, 9-1                 |
| 2004  | James Willstrop     | Thierry Lincou   | 9-7, 9-5, 5-9, 9-4, 9-10, 9-2           |

### Femmes
| Année | Championne              | Finaliste        | Score en finale                         |
| ----- | ----------------------- | ---------------- | --------------------------------------- |
| 2024  | Sivasangari Subramaniam | Hania El Hammamy | 11-9, 5-11, 13-11, 12-14, 11-8 (81 min) |